# アルベール・ウォルフ (ジャーナリスト)
アルベール・ウォルフ（Albert Wolff、1825年12月31日 - 1891年12月22日）は、ドイツ、ケルン生まれで、30歳代前半からパリで働いた文筆家、劇作家、美術評論家、雑誌編集者である。

## 略歴
ケルンでアブラハム・ヴォルフ（Abraham Wolff）として生まれた、プロイセンに戻り、ボン大学で学びながら、挿絵を描き、ユーモラスなエッセイを書き始め、その後短編小説や児童文学の分野に移り、ベルリンの出版社と児童文学のシリーズを執筆する契約を結ぶが、契約を破棄して1557年にパリに移った。
ウォルフはアウクスブルクで発行されていた新聞にパリのサロンの記事を書くために、パリを訪れそのままパリに住むようになった。アレクサンドル・デュマの秘書を半年ほど務め、パリの雑誌、「ル・ゴロワ（Le Gaulois）」に初めてフランス語で記事を書いた。ウォルフはジャーナリストのイポリット・ド・ヴィルメサン（Hippolyte de Villemessant:1810-1879)やルイ・アドリアン・ユアール（Louis Adrien Huart: 1813-1865）に注目され、1859年には「フィガロ 」（1854年にイポリット・ド・ヴィルメサンによって週刊形式で復刊されていた。）や「Le Charivari」といった雑誌に記事を書いた。
イポリット・ド・ヴィルメサンによって創刊された様々な文芸雑誌や政治雑誌に記事を書き、後に「フィガロ」と統合される「L'Événement」の主要な編集者となった。「フィガロ」にコラムや演劇についての寸評などを連載した。1866年から1867年の間「Gérôme」の筆名で「ユニヴェール・イリュストレ」にも記事を書いた。
1860年代の終わりには美術評論家として評価されるようになり、パリ・サロンの作品への批評は、同時代の芸術家の評価に対して影響を与えた。アカデミック美術の支持者であることを公言し、ジャン＝ルイ＝エルネスト・メソニエなどの作品を好み、印象派の画家には批判的で、いくつかの作品をときおり賞賛するだけであった。
いくつかの小説や戯曲も執筆した。パリ8区で亡くなった
。

## アルベール・ウォルフを描いた有名な画家による肖像画やカリカチュア

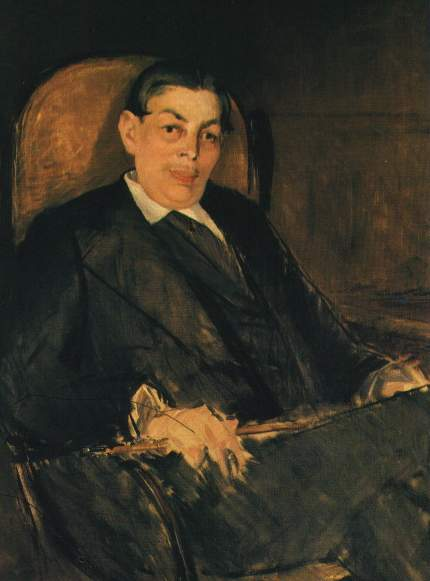
エドゥアール・マネ作『アルベール・ウォルフの肖像画』(1877) チューリッヒ美術館
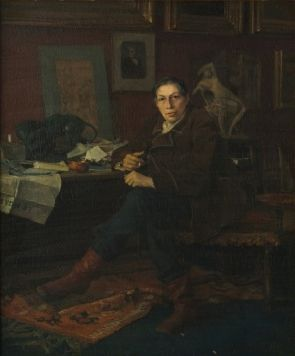
ジュール・バスティアン＝ルパージュ作『アルベール・ウォルフ』(1881) クリーブランド美術館
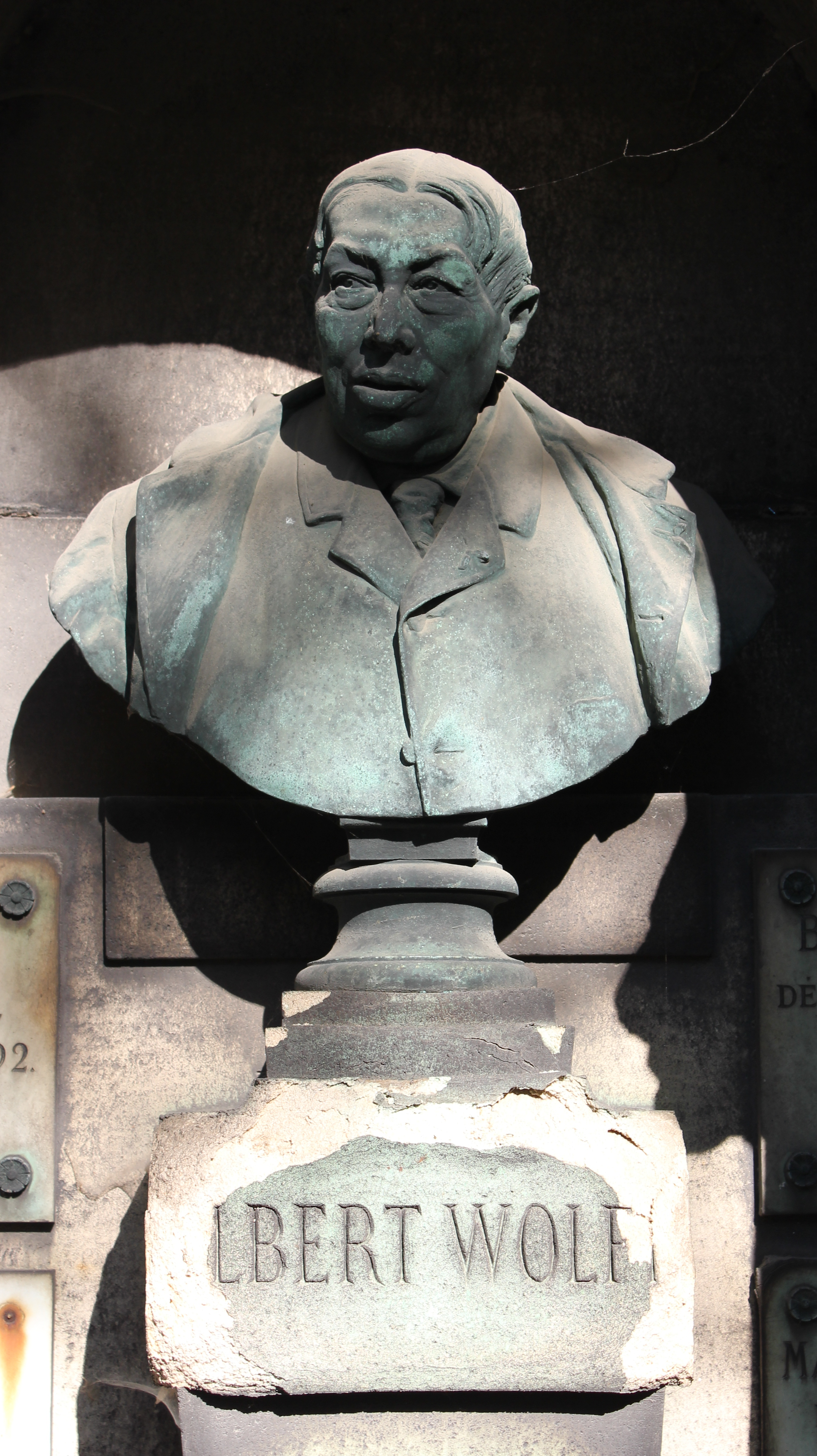
ジュール・ダルー作、アルベール・ウォルフの胸像 ペール・ラシェーズ墓地
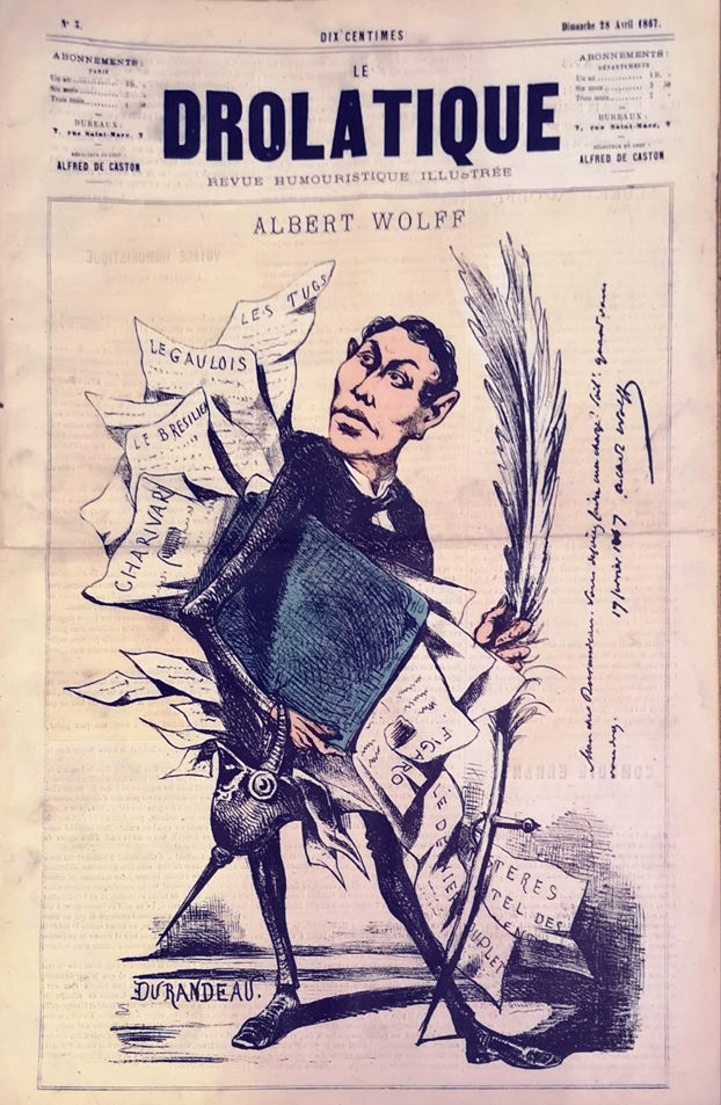
Émile Durandeauによるカリカチュア (1867)